# Ṙobert Zebelyan
Ṙobert Zebelyan (in armeno Ռոբերտ Զեբելյան?; Soči, 31 marzo 1984) è un ex calciatore armeno, di ruolo attaccante.